# Liste der tschechischen Botschafter in Frankreich

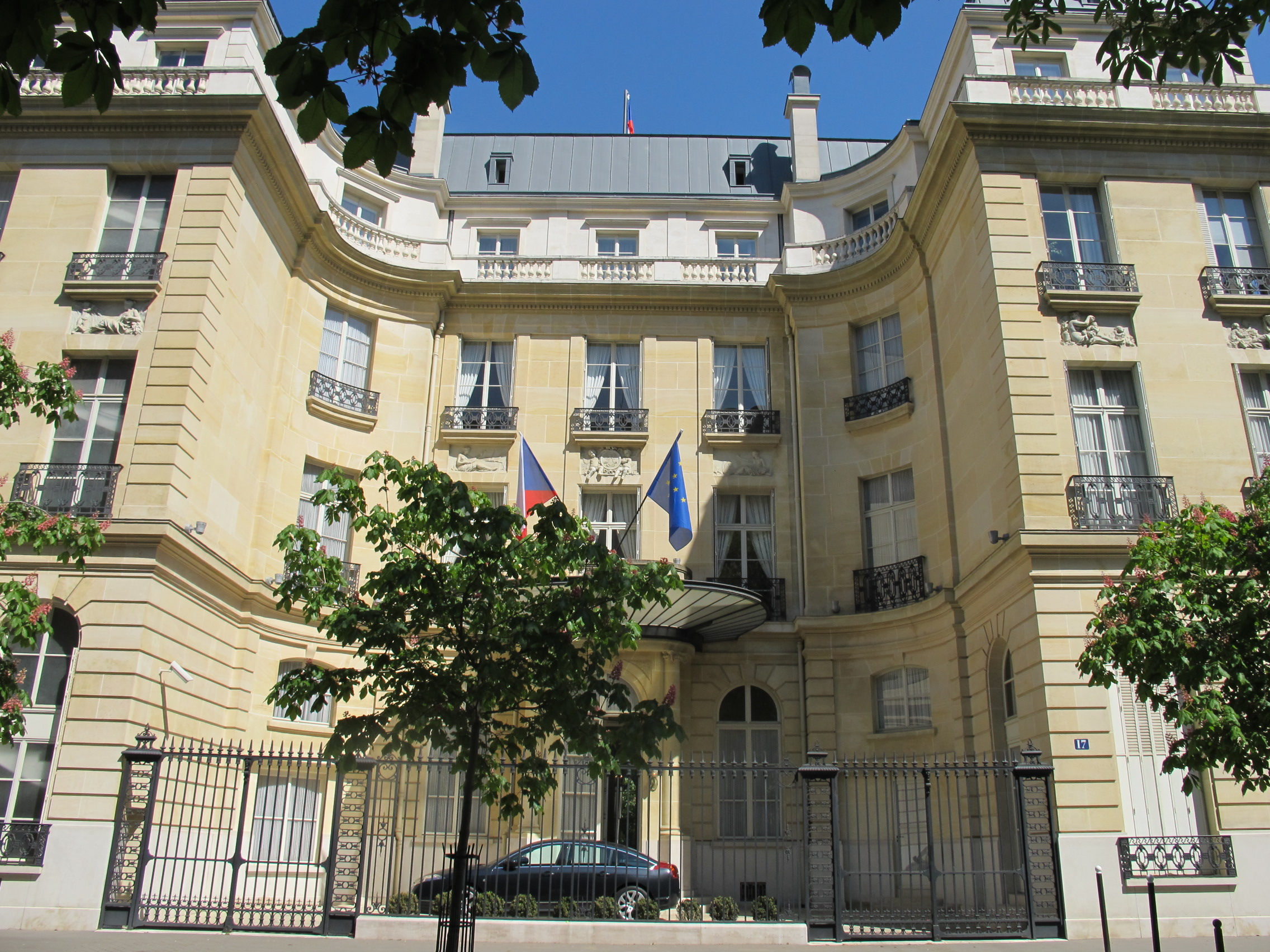
Die tschechische Botschaft in Paris

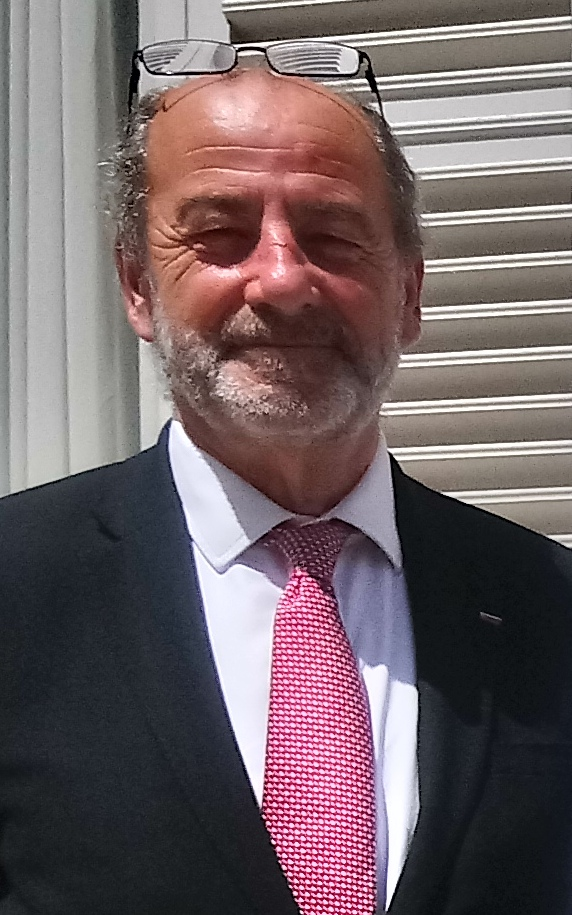
Michal Fleischmann, der derzeitige tschechische Botschafter in Paris

Diese Liste der tschechoslowakischen und tschechischen Botschafter in Frankreich enthält die diplomatischen Vertreter der Tschechoslowakischen bzw. Tschechischen Republik in Paris.

## Tschechoslowakische Geschäftsträger und Botschafter
- 1918–1919 Lev Sychrava, Geschäftsträger
- 1919–1920 Miloš Kobr, Geschäftsträger
- 1920–1921 Vratislav Trčka, Geschäftsträger
- 1921–1943 Štefan Osuský, Botschafter
- 1943–1944 František Černý, Botschafter
- 1944–1948 Jindřich Nosek, Botschafter
- 1948–1951 Adolf Hoffmeister, Botschafter
- 1951–1956 Gustav Souček, Botschafter
- 1956–1960 Josef Urban, Botschafter
- 1960–1966 Václav Pleskot, Botschafter
- 1966–1970 Vilém Pithart, Botschafter
- 1970–1972 František Zachystal, Botschafter
- 1972–1976 Juraj Sedlák, Botschafter
- 1976–1982 Ján Pudlák, Botschafter
- 1982–1989 Mečislav Jablonský, Botschafter
- 1989–1990 Peter Colotka, Botschafter
- 1990–1992 Jaroslav Šedivý, Botschafter[1]

## Tschechische Botschafter
- 1993–1994 Jaroslav Šedivý, Botschafter
- 1995–1999 Petr Lom, Botschafter
- 1999–2003 Petr Janyška, Botschafter
- 2003–2010 Pavel Fischer, Botschafter
- 2010–2016 Marie Chatardová, Botschafterin
- 2017–2019 Petr Drulák, Botschafter[2]
- seit 2019 Michal Fleischmann, Botschafter